# Lucio Redivo
Lucio Redivo, né le 12 février 1994, à Bahía Blanca, dans la province de Buenos Aires, est un joueur argentin de basket-ball. Il évolue aux postes de meneur et d'arrière. 

## Carrière

### Bahía Blanca (2012-2017)
En 2012, Redivo commence sa carrière professionnelle en première division argentine avec l'équipe de Bahía Blanca pour la saison 2012-2013 de LNB.

### Bilbao Basket (2017-2018)
Le 10 juin 2017, il signe avec le club espagnol du RETAbet Bilbao Basket. Sur la saison 2017-2018, en 33 matches du championnat espagnol, il a des moyennes de 10,2 points. Il participe également à neuf matches d'EuroCoupe où il a des moyennes de 9,6 points, 1,4 passe décisive et 1,1 rebond par match.

### CB Breogán (2018-2019)
Le 1er août 2018, il signe avec le club espagnol du CB Breogán. Sur la saison 2018-2019, en 32 rencontres du championnat espagnol, il a des moyennes de 10,8 points, 2,2 passes décisives et 1,9 rebond par match.

### Sélection nationale
En 2017, il participe au Championnat des Amériques 2017 où il remporte la médaille d'argent.
Entre le 27 juillet et le 10 août 2019, il participe aux Jeux panaméricains de 2019 où il remporte la médaille d'or à Lima.
Entre le 31 août et le 16 septembre 2019, il participe à la Coupe du monde 2019.

## Palmarès

### Sélection nationale
- 2e du championnat des Amériques 2017
- Vainqueur des Jeux panaméricains 2019
- Finaliste de la Coupe du monde 2019

### Distinctions personnelles
- Meilleur marqueur du championnat des Amériques 2017
- Nommé dans le meilleur cinq majeur du championnat des Amériques 2017
- Meilleure progression du championnat argentin 2015-2016